# Lisa-Maria Reiss
Lisa-Maria Reiss (* 17. Oktober 1993 in Schwarzach im Pongau) ist eine ehemalige österreichische Skirennläuferin. Sie wurde 2011 Österreichische Meisterin im Riesenslalom.

## Biografie
Lisa-Maria Reiss besuchte die Skihandelsschule Schladming, die sie 2010 abschloss. Erste Erfolge gelangen ihr im Winter 2007/2008, als sie in ihrer Altersklasse den Riesenslalom des Whistler Cup gewann und Österreichische Schülermeisterin im Riesenslalom und in der Kombination wurde. Ihr erstes FIS-Rennen bestritt sie im Dezember 2008, nachdem sie im August desselben Jahres bereits erfolgreich an den nationalen Meisterschaften und Juniorenmeisterschaften in Australien teilgenommen hatte. 2009 wurde Reiss in den Nachwuchskader des Österreichischen Skiverbandes aufgenommen. Ihren ersten Sieg in einem FIS-Rennen feierte sie im Februar 2010, weitere sechs Siege kamen im Winter 2010/2011 hinzu. Bei den Österreichischen Jugendmeisterschaften gewann sie 2010 in der Altersklasse Jugend I den Riesenslalom und die Kombination und 2011 in der Altersklasse Jugend II den Super-G und die Super-Kombination. Durch ihre guten Ergebnisse bei den FIS-Rennen kam Reiss in der Saison 2010/2011 auch erstmals im Europacup zum Einsatz, wo sie bislang nur einmal als 16. des Riesenslaloms von St. Sebastian punkten konnte. Sie nahm auch an den Juniorenweltmeisterschaften 2011 in Crans-Montana teil, wo sie 12. im Super-G und 15. im Slalom wurde. Ihren bislang größten Erfolg erzielte sie am 30. März 2011 bei den Österreichischen Meisterschaften in Saalbach-Hinterglemm mit dem Gewinn des österreichischen Meistertitels im Riesenslalom.
Nach der Saison 2010/2011 stieg Reiss vom Nachwuchs- in den B-Kader auf. Im folgenden Winter 2011/2012 musste sie jedoch ab Anfang Februar wegen einer Erkrankung am Pfeifferschen Drüsenfieber pausieren. Zu Beginn der Saison 2012/2013 musste Reiss wegen eines Bandscheibenvorfalls erneut mehrere Wochen pausieren. Erst nach dem Jahreswechsel konnte sie wieder an Rennen teilnehmen. Im April 2014 trat sie vom Spitzensport zurück.

## Erfolge

### Juniorenweltmeisterschaften
- Crans-Montana 2011: 12. Super-G, 15. Slalom

### Österreichische Meisterschaften
- Österreichische Meisterin im Riesenslalom 2011
- Österreichische Jugendmeisterin (Jugend I) im Riesenslalom und in der Kombination 2010
- Österreichische Jugendmeisterin (Jugend II) im Super-G und in der Super-Kombination 2011

### Weitere Erfolge
- 2 Top-20-Platzierungen im Europacup
- 13 Siege in FIS-Rennen